# شاه ويران بالا (همت أباد)
شاه ویران بالا (بالفارسية: شاه‌ویران بالا) هي مستوطنة تقع في إيران في قسم همت أباد الريفي. يقدر عدد سكانها بـ 83 نسمة .